# 1999 VN10
1999 VN10 är en asteroid i huvudbältet som upptäcktes den 9 november 1999 av den japanska astronomen Takao Kobayashi vid Ōizumi-observatoriet.
Asteroiden har en diameter på ungefär 11 kilometer.